# Barremiano
| Periodo                                                                                     | Epoca                | Piano          | Età (Ma)    |
| ------------------------------------------------------------------------------------------- | -------------------- | -------------- | ----------- |
| Paleogene                                                                                   | Paleocene            | Daniano        | Più recente |
| Cretacico                                                                                   | Cretacico superiore  | Maastrichtiano | 72,2 ±0,2   |
| Cretacico                                                                                   | Cretacico superiore  | Campaniano     | 83,6 ±0,2   |
| Cretacico                                                                                   | Cretacico superiore  | Santoniano     | 85,7 ±0,2   |
| Cretacico                                                                                   | Cretacico superiore  | Coniaciano     | 89,8 ±0,3   |
| Cretacico                                                                                   | Cretacico superiore  | Turoniano      | 93,9 ±0,2   |
| Cretacico                                                                                   | Cretacico superiore  | Cenomaniano    | 100,5 ±0,1  |
| Cretacico                                                                                   | Cretacico inferiore  | Albiano        | 113,2 ±0,3  |
| Cretacico                                                                                   | Cretacico inferiore  | Aptiano        | 121,4 ±0,6  |
| Cretacico                                                                                   | Cretacico inferiore  | Barremiano     | 125,77      |
| Cretacico                                                                                   | Cretacico inferiore  | Hauteriviano   | 132,6 ±0,6  |
| Cretacico                                                                                   | Cretacico inferiore  | Valanginiano   | 137,05 ±0,5 |
| Cretacico                                                                                   | Cretacico inferiore  | Berriasiano    | 143,1 ±0,6  |
| Giurassico                                                                                  | Giurassico superiore | Titoniano      | Più antico  |
| Suddivisione del Cretacico secondo la Commissione internazionale di stratigrafia dell'IUGS. |                      |                |             |

Nella scala dei tempi geologici il Barremiano rappresenta il quarto dei sei piani o età in cui è suddiviso il Cretaceo inferiore, la prima epoca dell'intero periodo Cretaceo.
È compreso tra 130,5 ± 1,5 e 125,0 ± 1,0 milioni di anni fa (Ma), preceduto dall'Hauteriviano, il terzo piano del periodo Cretacico e seguito dall'Aptiano, il quinto piano del Cretacico inferiore.

## Definizioni stratigrafiche e GSSP
Il nome del Barremiano deriva da quello della località tipo, che si trova nei pressi del villaggio di Barrême, nelle Alpi dell'Alta Provenza, in Francia. Il piano fu definito e descritto dal geologo francese Henry Coquand nel 1873.
La base del Barremiano è data dalla prima comparsa negli orizzonti stratigrafici delle specie ammonitiche Spitidiscus hugii e Spitidiscus vandeckii.
Il limite superiore del Barremiano è determinato dall'inversione geomagnetica all'inizio della cronozona M0r, che è biologicamente vicina alla prima comparsa dell'ammonite Paradeshayesites oglanlensis.

### GSSP
Il GSSP, il profilo stratigrafico di riferimento della Commissione Internazionale di Stratigrafia, non è ancora stato fissato (2010).

### Biozone
Il Barremiano è talvolta suddiviso in due sottopiani (o sottoetà), l'inferiore e il superiore.
Nel dominio Tetide, il Barremiano contiene undici biozone ammonitiche:
- zona della Pseudocrioceras waagenoides
- zona della Colchidites sarasini
- zona della Imerites giraudi
- zona della Hemihoplites feraudianus
- zona della Gerhardtia sertousi
- zona della Ancyloceras vandenheckii
- zona della Coronites darsi
- zona della Kotetishvilia compressissima
- zona della Nicklesia pulchella
- zona della Nicklesia nicklesi
- zona della Spitidiscus hugii

## Paleontologia
Molte delle conoscenze sulla fauna del Barremiano, in particolare per uccelli, mammiferi e pterosauri, deriva dai ritrovamenti effettuati nella Formazione Yixiang, in Cina.
Cefalopodi
†Ammonoidea
- Acantholytoceras
- Aconeceras[3]
- Almohadites
- Anclyoceras[4]
- Annuloceras[3]
- Astieridiscus
- Callizoniceras[3]
- Carstenia[3]
- Chalalabelus[3]
- Colchidites[3]
- Coronites[3]
- Costidiscus
- Dirrymoceras[3]
- Deshayesites[3]
- Eoheteroceras[4]
- Gymnoplites
- Hamulina[4]
- Hamulinites[4]
- Heinzia[4]
- Hamiticeras[3]
- Hemibaculites[3]
- Heteroceras[3]
- Janenschites
- Kabylites
- Karsteniceras[4]
- Lopholobites[3]
- Lytocrioceras[4]
- Manoloviceras[4]
- Macroscaphites
- Metahoplites
- Paranclyoceras[3]
- Parasaynoceras
- Pascoeites
- Pedioceras
- Pseudohaploceras
- Pulchellia[4]
- Ptychoceras[3]
- Sanmartinoceras[3]
- Shasticrioceras
- Silesites[4]
- Subpulchellia[4]
- Tonoceras[3]
- Torcapella[4]
- Uhligia[4]
- Veleziceras[4]
- Veveysiceras[4]
- Zurcherella[3]

Neocoleoidi
| Neocoleoidea del Barremiano | Neocoleoidea del Barremiano | Neocoleoidea del Barremiano | Neocoleoidea del Barremiano | Neocoleoidea del Barremiano |
| Taxa                        | Presenza                    | Localizzazione              | Descrizione                 | Immagine                    |
| --------------------------- | --------------------------- | --------------------------- | --------------------------- | --------------------------- |
| Maioteuthis                 |                             |                             |                             |                             |
| Neololigosepia              |                             |                             |                             |                             |
| Oxyteuthis                  |                             |                             |                             |                             |

†Belemniti
| Belemnoidea del Barremiano | Belemnoidea del Barremiano | Belemnoidea del Barremiano | Belemnoidea del Barremiano | Belemnoidea del Barremiano |
| Taxa                       | Presenza                   | Localizzazione             | Descrizione                | Immagine                   |
| -------------------------- | -------------------------- | -------------------------- | -------------------------- | -------------------------- |
| Curtohibolites             |                            |                            |                            |                            |
| Neohibolites               |                            |                            |                            |                            |
| Oxyteuthis                 |                            |                            |                            |                            |

Nautiloidi
| Nautiloida del Barremiano | Nautiloida del Barremiano | Nautiloida del Barremiano | Nautiloida del Barremiano | Nautiloida del Barremiano |
| Taxa                      | Presenza                  | Localizzazione            | Descrizione               | Immagine                  |
| ------------------------- | ------------------------- | ------------------------- | ------------------------- | ------------------------- |
| Eucymatoceras             |                           |                           |                           |                           |
| Palelialia                |                           |                           |                           |                           |
| Pseudaturoidea            |                           |                           |                           |                           |

Chondrichthyes

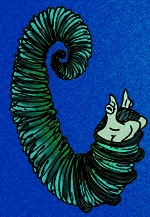
Annuloceras.

- Hexanchidae: Notidanodon lanceolatus, Notorynchus aptiensis

Squamata
- Iguania: Xianglong

Dinosauri (inclusi gli uccelli)
†Cerapoda
| Cerapoda del Barremiano | Cerapoda del Barremiano | Cerapoda del Barremiano                  | Cerapoda del Barremiano | Cerapoda del Barremiano |
| Taxa                    | Presenza                | Localizzazione                           | Descrizione             | Immagine                |
| ----------------------- | ----------------------- | ---------------------------------------- | ----------------------- | ----------------------- |
| Jinzhousaurus           |                         | Cina                                     |                         |                         |
| Ponerosteus             |                         | Repubblica Ceca                          |                         |                         |
| Fukuisaurus             |                         | Giappone                                 |                         |                         |
| Hypsilophodon           |                         | Inghilterra, Portogallo                  |                         |                         |
| Jeholosaurus            |                         | Cina                                     |                         |                         |
| Cedrorestes             |                         | Utah, USA                                |                         |                         |
| Valdosaurus             |                         | Europa, Africa                           |                         |                         |
| Dakotadon               |                         | South Dakota, USA                        |                         |                         |
| Dollodon                |                         | Belgio, Germania, Inghilterra            |                         |                         |
| Iguanodon               |                         | Europa, Africa, Asia, Nord America       |                         |                         |
| Siluosaurus             |                         | Gansu, Cina                              |                         |                         |
| Hongshanosaurus         |                         | Liaoning, Cina                           |                         |                         |
| Psittacosaurus          |                         | Cina, Mongolia, Russia, forse Thailandia |                         |                         |
|                         |                         |                                          |                         |                         |

†Altri Cerapodi
| Altri Cerapodi del Barremiano | Altri Cerapodi del Barremiano | Altri Cerapodi del Barremiano            | Altri Cerapodi del Barremiano | Altri Cerapodi del Barremiano |
| Taxa                          | Presenza                      | Localizzazione                           | Descrizione                   | Immagine                      |
| ----------------------------- | ----------------------------- | ---------------------------------------- | ----------------------------- | ----------------------------- |
| Stenopelix                    |                               | Germania                                 |                               |                               |
| Hongshanosaurus               |                               | Liaoning, Cina                           |                               |                               |
| Liaoceratops                  |                               | Liaoning, Cina                           |                               |                               |
| Psittacosaurus                |                               | Cina, Mongolia, Russia, forse Thailandia |                               |                               |
|                               |                               |                                          |                               |                               |

†Sauropodi
| Marginocephalia del Barremiano | Marginocephalia del Barremiano | Marginocephalia del Barremiano | Marginocephalia del Barremiano | Marginocephalia del Barremiano |
| Taxa                           | Presenza                       | Localizzazione                 | Descrizione                    | Immagine                       |
| ------------------------------ | ------------------------------ | ------------------------------ | ------------------------------ | ------------------------------ |
| Cedarosaurus                   |                                | Utah, USA                      |                                |                                |
| Aragosaurus                    |                                | Aragón, Spain                  |                                |                                |
| Amargasaurus                   |                                | Neuquén, Argentina             |                                |                                |
| Histriasaurus                  |                                | Croazia                        |                                |                                |
| Eucamerotus                    |                                | Isola di Wight, Inghilterra    |                                |                                |
| Oplosaurus                     |                                | Isola di Wight, Inghilterra    |                                |                                |
| Amargatitanis                  |                                | Neuquén, Argentina             |                                |                                |

Teropodi
| Theropoda del Barremiano | Theropoda del Barremiano | Theropoda del Barremiano        | Theropoda del Barremiano | Theropoda del Barremiano |
| Taxa                     | Presenza                 | Localizzazione                  | Descrizione              | Immagine                 |
| ------------------------ | ------------------------ | ------------------------------- | ------------------------ | ------------------------ |
| Fukuiraptor              |                          | Giappone                        |                          |                          |
| Longipteryx              |                          | Liaoning, Cina                  |                          |                          |
| "Proornis"               |                          | Corea del Nord                  |                          |                          |
| Neovenator               |                          | Isola di Wight, Inghilterra     |                          |                          |
| Caudipteryx              |                          | Liaoning, Cina                  |                          |                          |
| Huaxiagnathus            |                          | Liaoning, Cina                  |                          |                          |
| Changchengornis          |                          | Liaoning, Cina                  |                          |                          |
| Microraptor              |                          | Liaoning, Cina                  |                          |                          |
| Sinornithosaurus         |                          | Liaoning, Cina                  |                          |                          |
| Utahraptor               |                          | Utah, USA                       |                          |                          |
| Concornis                |                          | Cuenca, Spagna                  |                          |                          |
| Iberomesornis            |                          | Cuenca, Spagna                  |                          |                          |
| Harpymimus               |                          | Deserto del Gobi, Mongolia      |                          |                          |
| Yixianosaurus            |                          | Liaoning, Cina                  |                          |                          |
| Afrovenator              |                          | Niger, Africa                   |                          |                          |
| Sapeornis                |                          | Liaoning, Cina                  |                          |                          |
| Shenzhousaurus           |                          | Liaoning, Cina                  |                          |                          |
| Pelecanimimus            |                          | Cuenca, Spagna                  |                          |                          |
| Incisivosaurus           |                          | Liaoning, Cina                  |                          |                          |
| Baryonyx                 |                          | Inghilterra, Spagna, Portogallo |                          |                          |
| Chilantaisaurus          |                          | Cina                            |                          |                          |
| Calamosaurus             |                          | Isola di Wight, Inghilterra     |                          |                          |
| Prodeinodon              |                          | Cina, Mongolia                  |                          |                          |
| Yaverlandia              |                          | Isola di Wight, Inghilterra     |                          |                          |
| Sinovenator              |                          | Liaoning, Cina                  |                          |                          |
| Falcarius                |                          | Utah, USA                       |                          |                          |
| Jianchangosaurus         |                          | Liaoning, Cina                  |                          |                          |

†Thyreophora
| Thyreophora del Barremiano | Thyreophora del Barremiano | Thyreophora del Barremiano | Thyreophora del Barremiano | Thyreophora del Barremiano |
| Taxa                       | Presenza                   | Localizzazione             | Descrizione                | Immagine                   |
| -------------------------- | -------------------------- | -------------------------- | -------------------------- | -------------------------- |
| Liaoningosaurus            |                            | Liaoning, Cina             |                            |                            |
| Gastonia                   |                            | Utah, USA                  |                            |                            |
| Hoplitosaurus              |                            | Sud Dakota, USA            |                            |                            |
| Polacanthus                |                            | Inghilterra                |                            |                            |
| Sauroplites                |                            | Gansu, Cina                |                            |                            |
| Craterosaurus              |                            | Inghilterra                |                            |                            |
| Regnosaurus                |                            | Sussex, Inghilterra        |                            |                            |

Mammiferi
| Mammalia del Barremiano | Mammalia del Barremiano                      | Mammalia del Barremiano | Mammalia del Barremiano | Mammalia del Barremiano |
| Taxa                    | Presenza                                     | Localizzazione          | Descrizione             | Immagine                |
| ----------------------- | -------------------------------------------- | ----------------------- | ----------------------- | ----------------------- |
| Eobaatar                | Diverse specie dall'Hauteriviano all'Albiano | Spagna, Mongolia        |                         |                         |
| Eomaia                  |                                              |                         |                         |                         |
| Repenomamus             |                                              |                         |                         |                         |

†Pterosauri

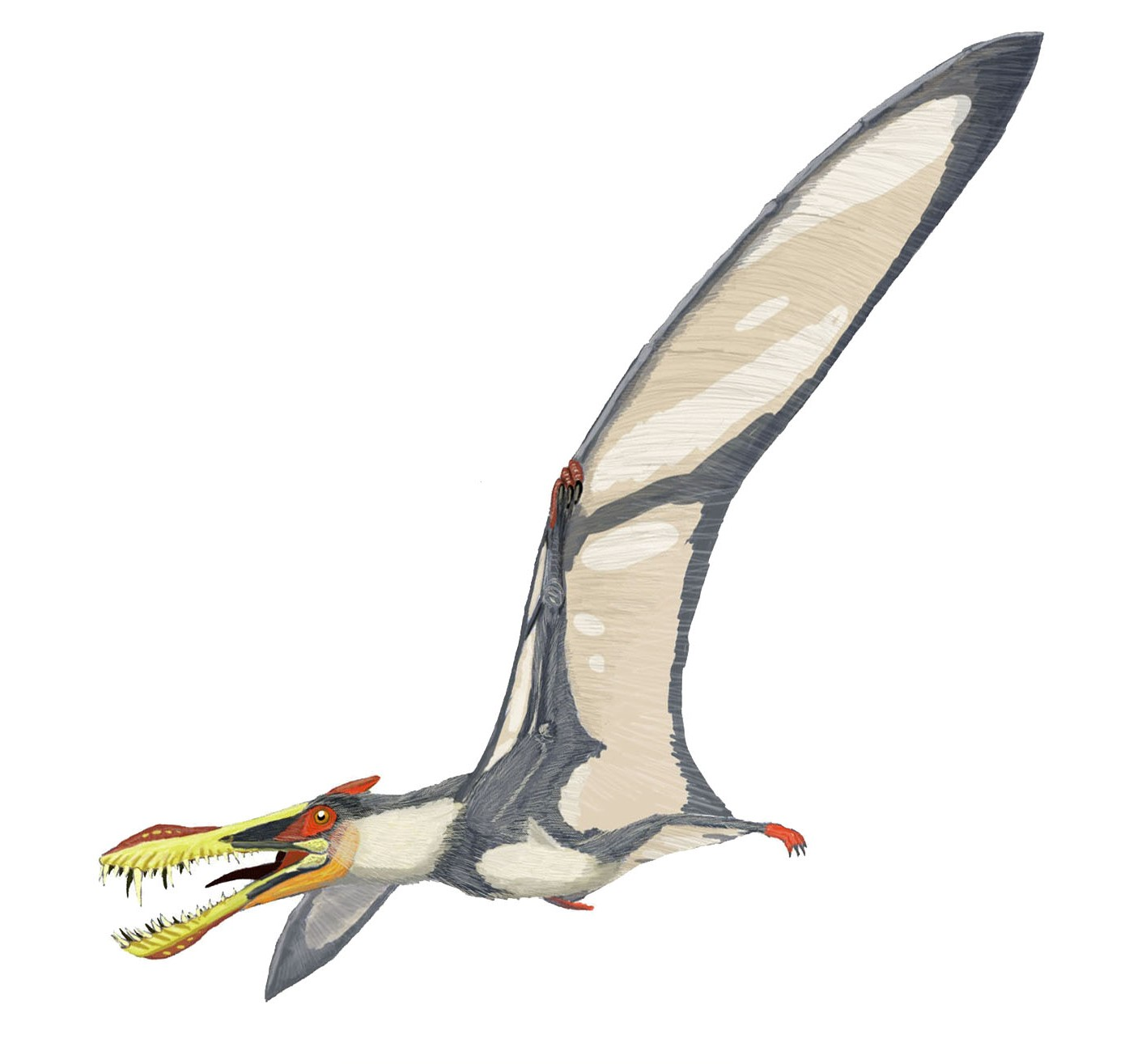
Liaoningopterus

- Azhdarchoidea incertae sedis: Chaoyangopterus,[5] Jidapterus
- Ctenochasmatidae: Beipiaopterus, Liaoxipterus
- Istiodactylidae: Hongshanopterus,Istiodactylus,Longchengpterus, Nurhachius
- Ornithocheiridae: Haopterus, Liaoningopterus
- Ornithocheiroidea incertae sedis: Boreopterus
- Pterodactyloidea incertae sedis: Feilongus
- Tapejaridae: Huaxiapterus, Sinopterus